# Dringhoe
Dringhoe – osada w Anglii, w hrabstwie East Riding of Yorkshire. Leży 27 km na północ od miasta Hull i 275 km na północ od Londynu.